# Dioscorea cissophylla
Dioscorea cissophylla är en enhjärtbladig växtart som beskrevs av Rodolfo Amando Philippi. Dioscorea cissophylla ingår i släktet Dioscorea och familjen Dioscoreaceae. Inga underarter finns listade i Catalogue of Life.